# Josef Jonák
Josef Jonák (18. března 1900 Klučov u Českého Brodu – 23. května 1953 Praha) byl za druhé světové války (od 1. července 1939) příslušníkem československé armády v zahraničí (Polsko, Sovětský svaz, Velká Británie a Francie). Ke konci roku 1944 utrpěl těžká bojová zranění hlavy a pravé ruky, což mu následně působilo dlouhodobé psychické a fyzické zdravotní problémy.
Po skončení druhé světové války mu byla udělena Československá vojenská medaile za zásluhy I. stupně a v hodnosti majora byl v roce 1949 propuštěn do zálohy bez nároku na zaopatřovací plat. S rodinou se poté usadil v Říčanech, kde byl zaměstnán v dětském ústavu Olivovna. Plný invalidní důchod mu byl přiznán po jeho četných urgencích až v listopadu 1951.
Po zatčení (v únoru 1953) byl Krajským soudem v Praze 22. května 1953 odsouzen v politickém procesu za velezradu a pohlavní zneužití ke 14 letům odnětí svobody. Věcně se provinil tím, že zvažoval odchod do exilu a sešel se s jistou Květou Novotnou, což soud vyložil jako Jonákovu snahu o „připojení se ke zrádné emigraci a o vstup do služeb západních agresorů“.
Dne 23. května 1953 spáchal Josef Jonák sebevraždu oběšením. Ovdovělé manželce se dvěma malými syny bylo sděleno, že jeho ostatky byly uloženy do společného pohřebiště na pražských Olšanských hřbitovech, ale ve skutečnosti byly uloženy do společného šachtového hrobu (číslo 30) na ďáblickém hřbitově. Částečně byl Josef Jonák rehabilitován (až po sametové revoluci v Československu) v roce 1990 a to jen ohledně velezrady, ale za druhý trestný čin (pohlavní zneužití) mu byl vyměřen zbytkový trest ve výši 2 let.